# Marica Mikrut
Marica Mikrut r. Miloš je hrvatska pjesnikinja iz Sonte, a živi u Somboru, Vojvodina, Srbija.

## Životopis
Rođena je u Sonti od oca Pavla, poznatog majstora i mati Eve r. Domić. Djetinjstvo je provela u rodnoj Sonti gdje je završila osnovnu školu. Još u osnovnoj školi vidjelo se da ima afinitet prema pisanju, no kako je bila iz seoske obitelji, nije se to uzimalo zaozbiljno niti dalje razvijalo. Srednju ugostiteljsku školu završila je u Somboru gdje je upoznala budućeg supruga, Hrvata iz Imotske krajine. U Somboru živi skoro četiri desetljeća, a zadnjih 20 godina radila je u Poreznoj upravi. U mirovini je od 2007. godine. Svoje slobodno vrijeme koristi za pisati pjesme, pjevati u pjevačkoj skupini i za aktivnosti u crkvenoj zajednici. Na njeno stvarateljstvo utjecala je i smrt njenih roditelja. Prema njenim riječima, poslije roditeljske smrti postala je svjesna tog životnog nestajanja kojeg se jako bojala. Poslije smrti oba roditelja obiteljska kuća je prodana, a zbog straha nikad ju nije poslije nije otišla obići, "jer to više nije kuća u kojoj je odrastala i jednostavno želi da joj ostane u sjećanju kakva je bila kada su tamo živjeli njeni roditelji." Posljedica toga jest da joj rodna Sonta intenzivno živi u njenim pjesmama.
Pisanjem se bavi aktivno od prije 20 godina, od 1992. godine. Pjesme je pisala danju, a priznaje da joj se događa da pjesme piše noću, čemu se nekad čudila drugim pjesnicima. Većina je pjesama zavičajne teme, o rodnom mjestu i sjećanju na drage ljude iz rodne Sonte. O stvarateljstvu je rekla da joj je nedostajala rodna Sonta, Šokadija, divan i tako je počela pisati pjesme. Prvo je bilo isljučivo o rodnom mjestu i pisala je na šokačkoj ikavici. Mnogo je pjesama o ocu ("dadi"), a uskoro je napisala i pjesmu o djedu ("didi"). Bojala se da će nestajanjem fizičke sveze sa Sontom prestati nadahunuće, no to se uopće nije dogodilo.
Osim pjesama zavičajne tematike, piše i duhovne pjesme. Na nagovor oca Miloša, napisala je četiri pjesme o ocu Gerardu, za kojeg su tada bile u tijeku molitve. Na inicijativu velečasnog Marinka Stantića često pročita neku od svojih pjesama na medijacijama koje se održavaju poslije mise, a koje su povezene s čitanjima koja su bila na misi. Prijam Maričinih pjesam kod župljana je izvrstan.
Napisala je do kraja 2012. oko 80 pjesama. Sve su stvorene na šokačkoj ikavici. Aktivno sudjeluje na književnim susretima, u čijim su zbornicima objavljena njezina djela. U Liri naivi sudjeluje od 2006., zatim u susretima u Rešetarima, u Gunji, Đeletovcima, u »Danici«, »Zvoniku« i »Miroljubu«.
Zastupljena je u zborniku četvrtih Pjesničkih susreta, održanih 21. srpnja 2012. u Gunji. Zbornik nosi ime "Iskre vječnog sjaja". Susreti su održani u organizaciji Udruge pisaca i pjesnika „Tin Ujević“ iz Gunje. Od 32 pjesnika iz Hrvatske, Bosne i Hercegovine, Srbije i iz Brčko Distrikta, Marica Mikrut je u skupini iz Vojvodine iz koje su još zastupljeni Kata Kovač, Anita Đipanov, Katarina Firanj, Marija Šeremešić, Željko Šeremešić, Josip Dumendžić i Antun Kovač.
Aktivna je i u pjevačkog sekciji Hrvatskog kulturno-umjetničkog društva »Vladimir Nazor« čija je članica od osnutka HKUD-a 2008. godine.